# Europamästerskapen i friidrott 2024 – 4 × 400 meter mixstafett
4 × 400 meter mixstafett vid europamästerskapen i friidrott 2024 avgjordes den 7 juni 2024 på Olympiastadion i Rom i Italien. Det var första gången en mixstafett fanns med i EM.
Irland tog guld efter ett lopp på 3 minuter och 9,92 sekunder. Silvret togs av Italien och bronset togs av Nederländerna.

## Rekord
| Rekord inför EM 2024 | Rekord inför EM 2024                                                                 | Rekord inför EM 2024 | Rekord inför EM 2024 | Rekord inför EM 2024 |
| -------------------- | ------------------------------------------------------------------------------------ | -------------------- | -------------------- | -------------------- |
| Världsrekord         | USA (Justin Robinson, Rosey Effiong, Matthew Boling, Alexis Holmes)                  | 3.08,80              | Budapest, Ungern     | 19 augusti 2023      |
| Europarekord         | Polen (Karol Zalewski, Natalia Kaczmarek, Justyna Święty-Ersetic, Kajetan Duszyński) | 3:09.87              | Tokyo, Japan         | 31 juli 2021         |
| Världsårsbästa       | USA (Matthew Boling, Lynna Irby-Jackson, Willington Wright, Kendall Ellis            | 3.10,73              | Nassau, Bahamas      | 5 maj 2024           |
| Europaårsbästa       | Nederländerna (Isayah Boers, Lieke Klaver, Isaya Klein Ikkink, Femke Bol)            | 3.11,45              | Nassau, Bahamas      | 5 maj 2024           |

## Program
Alla tider är lokal tid (UTC+1)
| Datum       | Tid   | Omgång |
| ----------- | ----- | ------ |
| 7 juni 2024 | 22:20 | Final  |

## Resultat
| Placering | Bana | Nation         | Idrottare                                                                    | Tid     | Noteringar       |
| --------- | ---- | -------------- | ---------------------------------------------------------------------------- | ------- | ---------------- |
| 1         | 7    | Irland         | Christopher O'Donnell Rhasidat Adeleke Thomas Barr Sharlene Mawdsley         | 3.09,92 | 0MR0, 0VB0, 0NR0 |
| 2         | 3    | Italien        | Luca Sito Anna Polinari Edoardo Scotti Alice Mangione                        | 3:10.69 | 0NR0             |
| 3         | 5    | Nederländerna  | Liemarvin Bonevacia Lieke Klaver Isaya Klein Ikkink Femke Bol                | 3.10,73 | 0SB0             |
| 4         | 8    | Belgien        | Jonathan Sacoor Naomi Van Den Broeck Alexander Doom Helena Ponette           | 3.11,03 | 0NR0             |
| 5         | 6    | Storbritannien | Charlie Carvell Hannah Kelly Lewis Davey Emily Newnham                       | 3.13,97 |                  |
| 6         | 9    | Tjeckien       | Matěj Krsek Lada Vondrová Vit Müller Barbora Malíková                        | 3.14,24 | 0SB0             |
| 7         | 2    | Polen          | Karol Zalewski Marika Popowicz-Drapała Maksymilian Szwed Aleksandra Formella | 3.15,32 |                  |
| 8         | 4    | Frankrike      | Wilfried Happio Sounkamba Sylla Muhammad Abdallah Kounta Louise Maraval      | 0DSQ0   |                  |